# Marreca-colhereira
A marreca-colhereira (nome científico: Spatula platalea) é uma ave da família Anatidae. O estado de conservação desse animal segundo a Lista Vermelha da IUCN é pouco preocupante.

## Caracterização
A marreca-colhereira mede 53 cm de comprimento, pesando entre 500 e 600 gramas. O bico é a principal característica da espécie, largo (6 cm), alto e de coloração negra. Apresenta cabeça e pescoço claros, com coloração castanho-acanelada na parte superior das asas. O dorso, o peito e os flancos são densamente manchados de negro. A íris é branca no macho e escura na fêmea.[carece de fontes?]

## Distribuição e habitat
Vive em lagos, lagunas e estuários de água doce, bem como em estuários salobres e da costa marinha até os 3 500 m de altitude.[carece de fontes?]
É uma espécie endêmica da América do Sul. Sua distribuição geográfica compreende Brasil, Paraguai, Bolívia, Chile, Uruguai e Argentina até o Estreito de Magalhães, ela também pode ser encontrada nas Ilhas Malvinas e Ilhas Geórgia do Sul e Sandwich do Sul.

## Reprodução

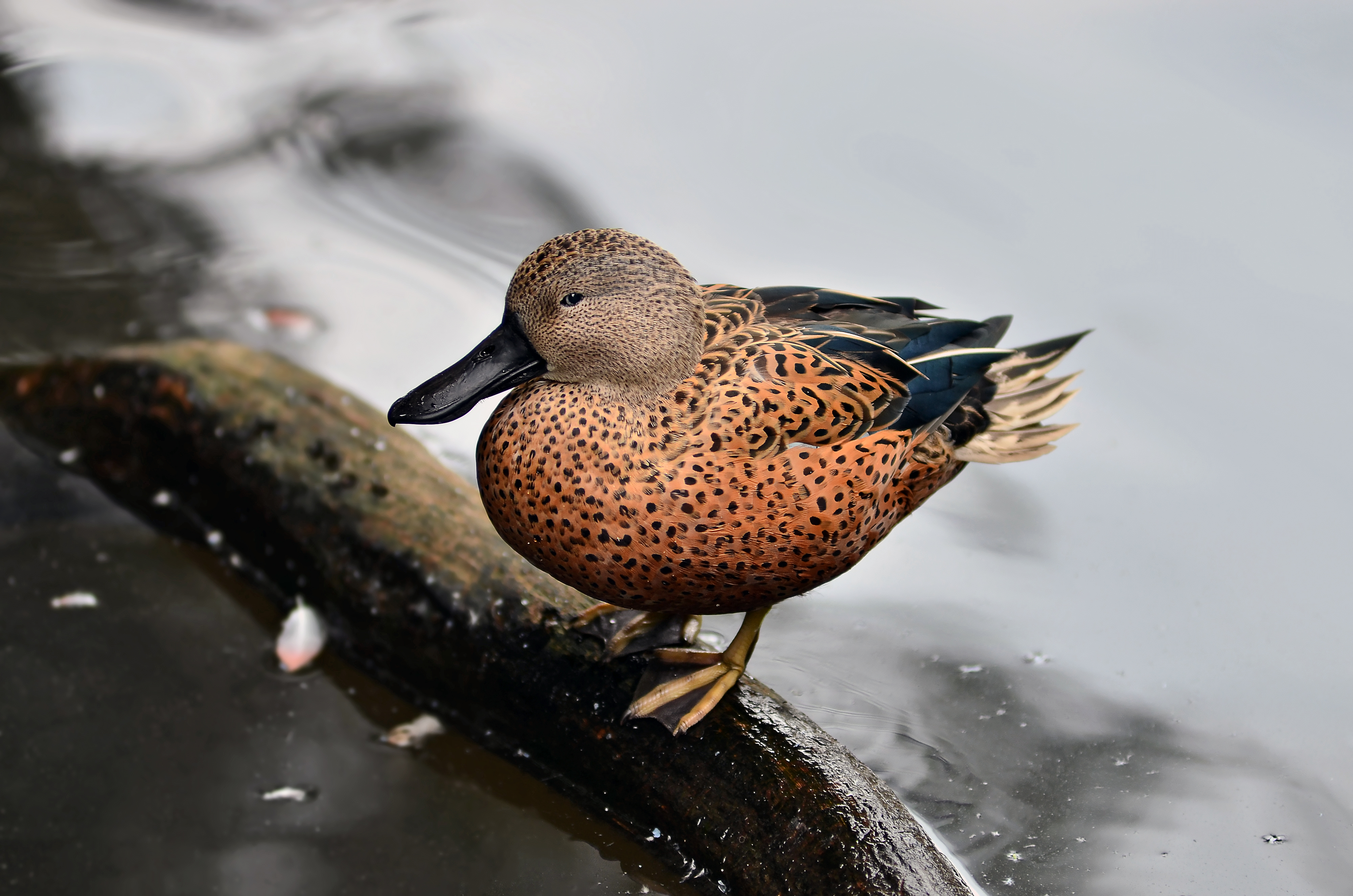
Um marreca-colhereira no Parque das Aves Weltvogelpark Walsrode, Alemanha

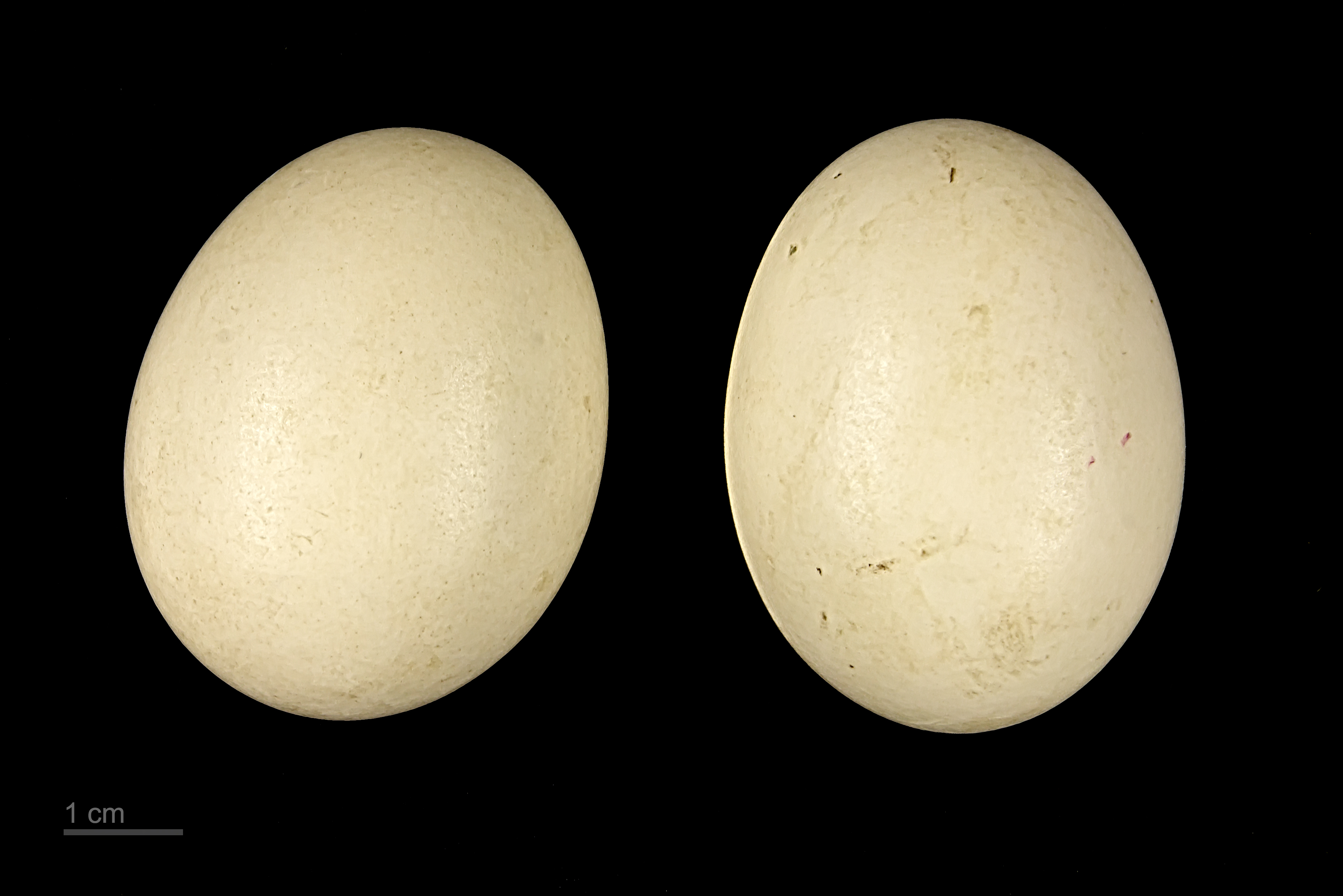
Spatula platalea - MHNT

Constrói o ninho no solo, revestido com vegetação, onde deposita de cinco a dez ovos com cor de creme. Os ovos medem 53 x 37 cm em média. O período de incubação dura aproximadamente 25 dias.[carece de fontes?]